# Marina di Gravelines, con barca
Marina di Gravelines, con barca (Marine de Gravelines, avec barque ou étude de plage) è un dipinto a olio su tavola (15,9x24,8 cm) realizzato nel 1890 dal pittore francese Georges-Pierre Seurat.
È conservato nella Courtauld Gallery di Londra.
Il pittore trascorre l'estate del 1890 a Gravelnes, un centro al confine col Belgio, soggetto del dipinti in  stile "Divisionista".